# نيل هنري
نيل هنري (بالإنجليزية: Neil Henry)‏ هو صحفي أمريكي، ولد في 28 يناير 1954.